# 포마레 4세

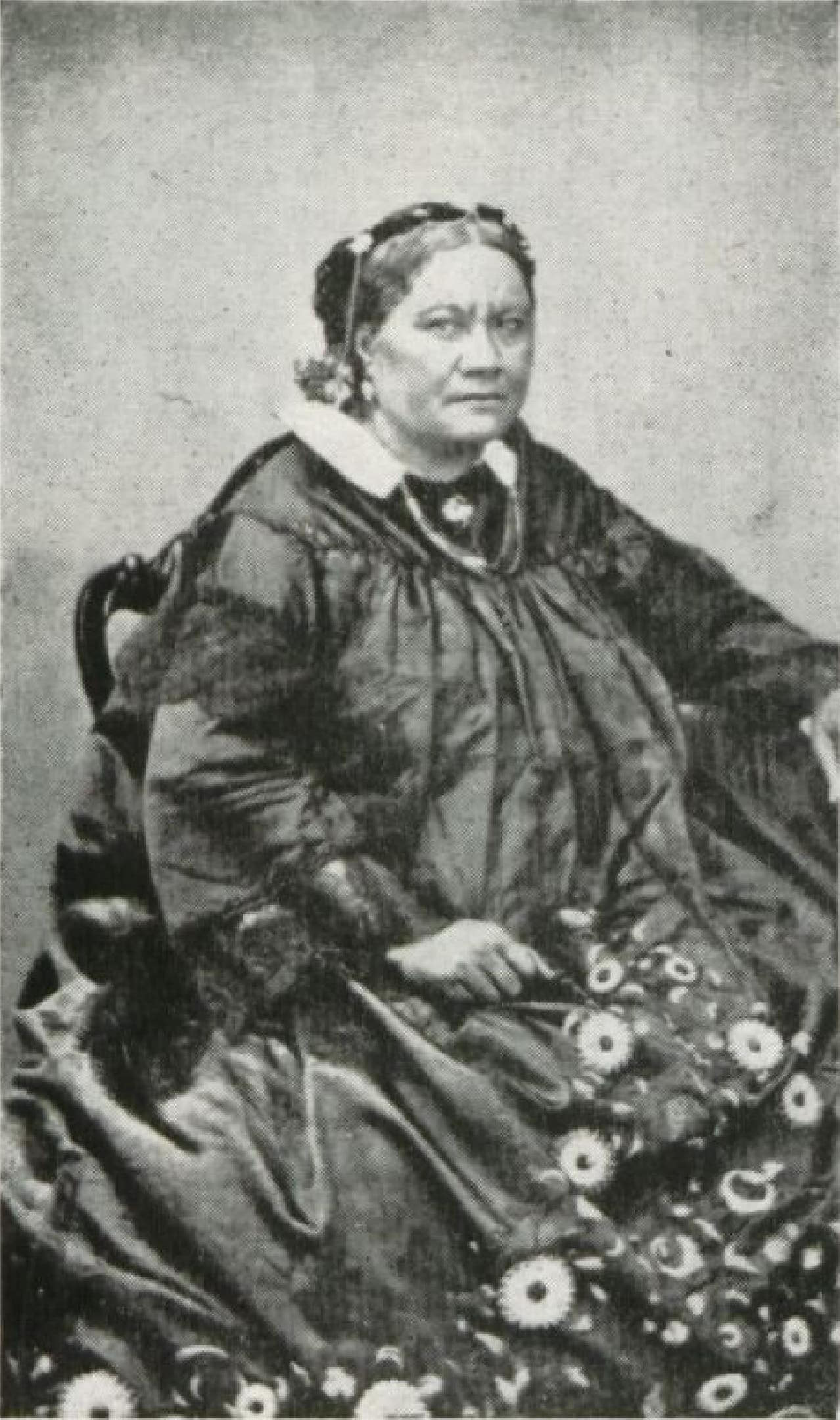

포마레 4세(Pōmare IV, 1813년 2월 28일 – 1877년 9월 17일, 'Aimata Pōmare IV Vahine-o-Punuatera'itua)는 1827년부터 1877년까지 타히티의 여왕이었다. 타히티 왕국의 네 번째 군주였다.

## 가족
포마레는 포마레 2세와 그의 두 번째 부인 테리이토오테라이 테레모에모에(Teri'ito'oterai Tere-moe-moe)의 딸이었다. 할아버지는 포마레 1세(Pōmare I)였다.
불과 14세의 나이로 오빠 포마레 3세가 사망한 후 타히티의 통치자 자리를 계승했다.